# Montagrier
Mont Agrier (en francès Montagrier) és un municipi francès situat al departament de la Dordonya i a la regió de la Nova Aquitània.

## Demografia
| 1962                                       | 1968 | 1975 | 1982 | 1990 | 1999 | 2007 |
| ------------------------------------------ | ---- | ---- | ---- | ---- | ---- | ---- |
| 441                                        | 411  | 389  | 385  | 397  | 442  | 508  |
| Des de 1962: població sense dobles comptes |      |      |      |      |      |      |

## Administració
| Període   | Identitat          | Partit        |
| --------- | ------------------ | ------------- |
| 1947-1965 | Alain Moreau       |               |
| 1965-1971 | Gilbert Mathieu    |               |
| 1971-1993 | Jean-Pierre Daniel |               |
| 1993-     | Francis Lafaye     | Divers droite |

## Agermanaments
- Lanoraie